# Campylothelium puiggarii
Campylothelium puiggarii är en lavart som beskrevs av Müll. Arg.. Campylothelium puiggarii ingår i släktet Campylothelium, och familjen Trypetheliaceae. Inga underarter finns listade i Catalogue of Life.